# 이민욱 (1993년)
이민욱1993년 9월 2일 ~ )은 전 KBO 리그 야구 선수의 투수이다.

## 출신학교
- 군산초등학교
- 동인천중학교
- 인천고등학교
- 인하대학교